# 崔廷宇
崔廷宇（羅馬化：Choi Jung Woo，1957年2月17日—2025年5月27日），常見譯名崔政宇、崔政佑等，韓國男演員，
於2025年5月27日逝世，享壽68歲。

## 演出作品

### 電視劇
- 2006年：SBS《戀愛時代》
- 2006年：SBS《淵蓋蘇文》飾演 李建成
- 2007年：SBS《黃金新娘》飾演 醫生
- 2007年：MBC《李祘》飾演 思悼世子的內官
- 2007年：SBS《說客》
- 2008年：KBS《最強七迂》飾演 朝鮮仁祖
- 2008年：SBS《風之畫師》飾演 金龜柱
- 2009年：SBS《City Hall》飾演 閔有監
- 2009年：SBS《燦爛的遺產》飾演 朴太修
- 2009年：MBC《HERO》飾演 崔日斗
- 2010年：MBC《Running, Go》
- 2010年：SBS《檢察官公主》飾演 馬想泰
- 2010年：SBS《壞男人》
- 2010年：KBS《九尾狐：狐狸小妹傳》飾演 楚玉夢到的舅舅
- 2010年：MBC《逆轉女王》飾演 具會長
- 2010年：OCN《神的測驗》飾演 張奎泰
- 2011年：SBS《Midas》飾演 劉基峻
- 2011年：SBS《49天》飾演 申溢燮
- 2011年：SBS《城市獵人》飾演 千才萬
- 2011年：OCN《神的測驗2》飾演 張奎泰
- 2011年：KBS《波塞冬》飾演 韓尚君
- 2011年：SBS《樹大根深》飾演 朴訔
- 2011年：MBC《深夜醫院》飾演 會長
- 2011年：MBN《What's up》飾演 秉建父
- 2012年：MBC《Stand By》飾演 柳正佑
- 2012年：OCN《神的測驗3》飾演 張奎泰
- 2012年：SBS《幽靈》飾演 申景修
- 2012年：KBS《我的女兒瑞英》飾演 姜起汎
- 2013年：tvN《驚豔的她》飾演 朴議員
- 2013年：KBS《廣告天才李太白》飾演 姜漢哲
- 2013年：SBS《主君的太陽》飾演 金貴道
- 2013年：MBC《愛能給別人嗎》飾演 殷熙載
- 2014年：SBS《異鄉人醫生》飾演 文亨旭
- 2014年：OCN《神的測驗4》飾演 張奎泰
- 2014年：tvN《我的秘密飯店》飾演 李茂陽
- 2014年：OCN《Frost醫生》飾演 千尚遠
- 2015年：MBC《不屈的車女士》飾演 車院長
- 2015年：KBS《不善良的女人們》飾演 韓總吉
- 2015年：tvN《隱藏身份》飾演 李明根
- 2015年：SBS《我有愛人了》飾演 白俊尚
- 2016年：KBS《五個孩子》飾演 張民浩
- 2016年：MBC《Goodbye Mr. Black》飾演 徐振卓
- 2016年：SBS《藍色海洋的傳說》飾演 許日中
- 2017年：MBC《多樣的兒媳》飾演 朴尚具
- 2017年：SBS《李判史判》飾演 史正道
- 2018年：KBS《一起生活吧》飾演 延燦久
- 2018年：KBS《最完美的離婚》飾演 趙久浩
- 2019年：KBS《太陽的季節》飾演 崔太俊
- 2019年：JTBC《輔佐官2–改變世界的人們》飾演 姜晟爗
- 2020年：KBS2《靈魂維修工》飾演 李澤慶
- 2020年：SBS《Alice》飾演 尹泰伊養父
- 2020年：KBS2《出軌的話就死定了》飾演 朴在根
- 2021年：JTBC 《Sisyphus: the myth》飾演 黄贤升
- 2021年：KBS《即使被騙也要做夢》飾演 琴鐘和
- 2022年：Netflix 《少年法庭》飾演 法院院長
- 2022年：JTBC 《The Empire：法之帝國》飾演 安首席
- 2022年：KBS2 《謝幕：樹立而死》飾演 哲鎮
- 2023年：Disney+《原來這就是愛啊》飾演 尹大弘
- 2023年：tvN《盜賊：七個朝鮮通寶》飾演 高博士
- 2024年：Disney+《暴君》飾演 盧教授
- 2024年：JTBC《玉氏夫人傳》飾演 朴俊基

### 電影
- 2002年：《三更》
- 2002年：《向左愛向右愛》飾演 秀仁父
- 2005年：《人民公敵續集》
- 2005年：《親切的金子》
- 2006年：《爸爸、瑪麗和我》
- 2006年：《無敵大力士麥當娜》
- 2007年：《結婚》
- 2007年：《槍》
- 2007年：《我們的社區》
- 2008年：《追擊者》
- 2009年：《海洋男孩》
- 2010年：《義兄弟》
- 2010年：《大獎賽》
- 2010年：《無法挽回的》
- 2011年：《可疑的顧客們》
- 2011年：《高地戰》
- 2012年：《鐵線蟲入侵》
- 2015年：《環遊世界》
- 2017年：《V.I.P.》
- 2018年：《魔女首部曲：誕生》 飾演 具老師
- 2023年：《非正式作戰》 飾演 金才歡
- 2024年：《末日廝殺橋》